# Baltasar Lirola
Baltasar Lirola Arqueros (Dalías, Reino de Granada, 5 de enero de 1798 - Granada en diciembre de 1849), fue un poeta, intelectual y canónigo español.

## Biografía
Hijo de Baltasar Lirola y Rosa Arqueros, ingresó en 1813 en el colegio-seminario de San Dionisio del Sacromonte granadino, donde estudió filosofía y teología, materias en las que se doctoró en 1816 por la Universidad de Orihuela (Alicante). 
Fue nombrado secretario episcopal de Málaga en 1826 y ejerció como párroco del pueblo de Oria (Almería) durante tres años. En 1830 ganó el puesto de canónigo lectoral de la catedral de Guadix (Granada), pero renunció a tal prebenda. En 1831, no obstante, obtuvo la canongía de la colegiata del Sacromonte, de cuyo colegio fue rector y donde impartió clase a, entre otros, el escritor cordobés Juan Valera.
Fue gran orador y colaborador de revistas y periódicos, profesor, bibliófilo y pintor aficionado de cuya mano se conserva alguna obra pictórica apreciable.
En lo literario, destacó en poesía, siendo su composición más célebre la oda Sierra Nevada. Su obra fue elogiada, entre otros, por su alumno, el citado Valera, por Pedro Antonio de Alarcón, y por José de Ramos López.